# Стевчо Якимовски
Стевчо Якимовски (на македонска литературна норма: Стевчо Јакимовски) е политик от Северна Македония.

## Биография
Роден е на 27 август 1960 година в кривопаланечкото село Подържи кон. През 1987 година завършва Икономическия факултет на Скопския университет, но започва работа като журналист и политик. От януари до юни 1988 е новинар в спортната редакция на Радио Скопие, а после до октомври 1988 – в информационно-политическата редакция на втора програма на Радио Скопие. На младини е активен каратист – петкратен републикански шампион по карате.
Якимовски е политически ангажиран като активист на македонския комсомол, а от октомври 1988 до май 1990 г. е сътрудник към Председателството на Съюза на социалистическата младеж на Югославия в Белград.
Впоследствие се занимава с частен бизнес, а през 1992 година е назначен за директор на Катланово-Турс. През 2000 – 2003 е кмет на община „Карпош“ от Либерално-демократическата партия. В коалиционните правителства през 2004–2006 последователно е министър на икономиката и министър на труда и социалната политика.
На изборите през 2006 г. е избран за депутат, но неговата партия остава в опозиция. През февруари 2007 губи битката за председателството на ЛДП. През април 2009 г. печели местните изборите и до 2017 г. е кмет на община Карпош в Скопие. Постепенно преминава в СДСМ и за кратко е председател на нейната градска организация за Скопие.
През 2013 г. Якимовски отхвърля първоначалното решение на Бранко Цървенковски и СДСМ за бойкот на местните избори и през април 2013 е преизбран за кмет на Карпош от името на Сръбската прогресивна партия.
През септември 2013 г. учредява собствена партия ГРОМ и оттогава е неин председател. През 2015-2016 г. подкрепя политиките на Никола Груевски и влиза в коалиция с него. От юни 2017 г. остава в опозиция, а през октомври 2017 г. губи кметските избори в община „Карпош“.